# Luis Bates
Luis Sergio Bates Hidalgo (Santiago, 25 de agosto de 1934-Santiago, 29 de noviembre de 2023) fue un abogado, académico y político chileno, expresidente del Consejo de Defensa del Estado (CDE) de su país y exministro de Estado durante el gobierno del presidente Ricardo Lagos.

## Carrera profesional
Estudió en el Instituto Nacional José Miguel Carrera y derecho en la Universidad de Chile. Luego obtuvo un doctorado en derecho penal por la Universidad Complutense de Madrid, España.
Practicó la abogacía, llegando a trabajar en la Corte de Apelaciones de Santiago, como abogado integrante. Integró el Consejo de Defensa del Estado por 35 años y fue su presidente entre 1994 y 1996.
Fue presidente de Transparencia Internacional Chile, institución que vela por evitar y disminuir la corrupción política. En 2010 fue nombrado director del recientemente creado Centro de Educación Ciudadana de la Facultad de Derecho de la Universidad San Sebastián. Ha trabajado, además, como consejero de la Federación Interamericana de Abogados (FIA) y como miembro del Directorio del United States Alumni Society.
En lo académico, ha ejercido como profesor en la Universidad de Chile, Universidad Católica, Universidad San Sebastián, Universidad Gabriela Mistral y la Universidad del Desarrollo.Además fue profesor de Etica en el Deporte en el Instituto Profesional INAF. También fue profesor visitante en la Universidad de Harvard. Ha sido miembro del directorio del colegio privado Saint Gabriel's School, ubicado en la comuna de Providencia.

## Carrera política y pública
Fue nombrado ministro de Justicia por el presidente Ricardo Lagos, jurando el 3 de marzo de 2003. Su gestión se vio marcada en sus inicios por los escándalos de corrupción que involucraban a personeros de Gobierno, por lo que se pensaba su nombramiento tendería a intervenir procesos, temor que no se concretó, manteniéndose la independencia del Poder Judicial. En noviembre de 2004 se inició una acusación constitucional en su contra, la que no prosperó.
Su principal obra en el ministerio fue concluir la implementación de la Reforma Procesal Penal, que incluía su aplicación en la Región Metropolitana. Permaneció en el cargo hasta marzo de 2006, cuando finalizó la administración de Lagos.
En enero de 2007 fue elegido presidente de la Segunda Sala del Tribunal de Disciplina de la Asociación Nacional de Fútbol Profesional (ANFP).